# Elvis Andrus
Artikeln följer den spanska namnseden; faderns efternamn är Andrus och moderns efternamn Torres.
Elvis Augusto Andrus Torres, född den 26 augusti 1988 i Maracay, är en venezuelansk-amerikansk professionell basebollspelare som spelar för Chicago White Sox i Major League Baseball (MLB). Andrus är shortstop.
Andrus har tidigare spelat för Texas Rangers (2009–2020) och Oakland Athletics (2021–2022). Han har två gånger tagits ut till MLB:s all star-match.

## Karriär

### Major League Baseball
Andrus kunde inte bli draftad eftersom han växte upp i Venezuela, utan skrev i januari 2005 vid 16 års ålder på för Atlanta Braves. Han spelade med början samma år i olika farmarklubbar tillhörande Braves innan han under 2007 års säsong trejdades till Texas Rangers tillsammans med Neftalí Feliz, Matt Harrison, Beau Jones och Jarrod Saltalamacchia i utbyte mot Mark Teixeira och Ron Mahay.
Andrus debuterade i MLB den 6 april 2009 och blev direkt Rangers ordinarie shortstop. Han kom efter säsongen tvåa i omröstningen till American Leagues Rookie of the Year Award. Både 2010 och 2012 togs han ut till MLB:s all star-match.
I april 2013 förlängde Andrus sitt kontrakt med Rangers fram till och med 2022. Kontraktet värderades till 120 miljoner dollar.
Inför 2021 års säsong trejdades Andrus till Oakland Athletics i utbyte mot bland andra Khris Davis.
I augusti 2022 släpptes Andrus av Athletics, som var inne i en föryngringsprocess. Bara några dagar senare skrev han på för Chicago White Sox i stället.

### Internationellt
Andrus representerade Venezuela vid World Baseball Classic 2013.

## Privatliv
Sommaren 2019 blev Andrus amerikansk medborgare. Han är gift och har två barn.